# GR 20
GR 20 (korsicky fra li monti) je dálková turistická trasa neboli GR stezka,která prochází středozemním ostrovem Korsika přibližně ve směru sever-jih. Outdoorový spisovatel Paddy Dillon ji popsal jako "jednu z nejlepších turistických cest na světě".

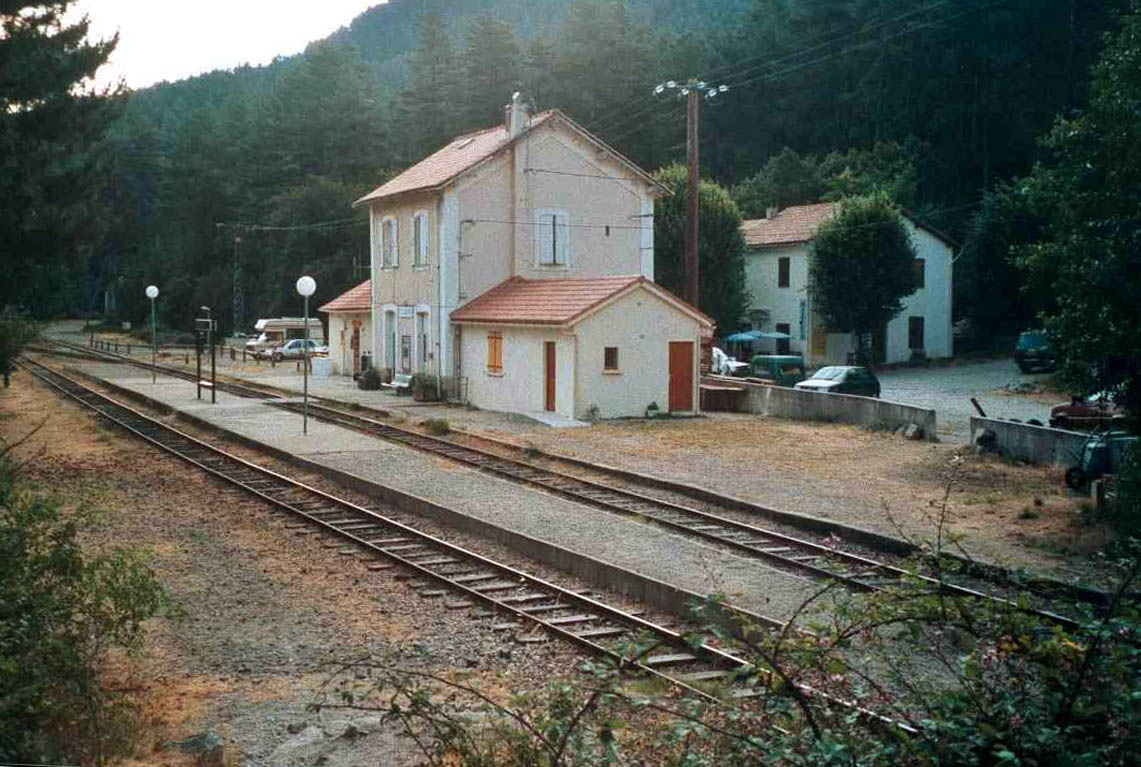
Železniční stanice ve Vizzavoně

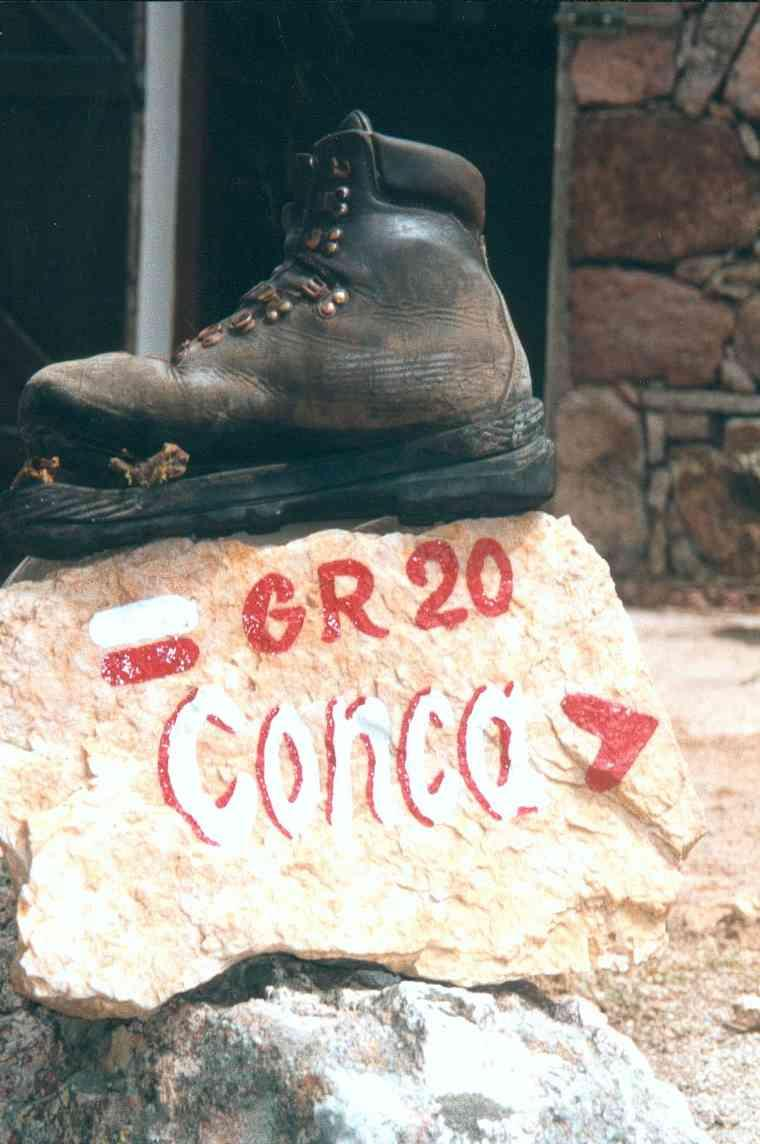
Turistická bota, nalezená před poslední chatou před cílem v Conce - na jižním konci stezky

Celá stezka je dlouhá asi 180 km s převýšením 12 000 m a po celé délce je přehledně značená, a většině z 10 000-20 000 ročních turistů zabere asi 15 dní.
Obvykle se uvádí, že se stezka skládá ze dvou částí: ze severní části mezi Calenzanou a Vizzavonou a z jižní části mezi Vizzavonou a Concou. Celá stezka leží na území Regionálního přírodního parku Korsika (Le parc naturel régional de Corse; Parcu di Corsica).
Vizzavona se považuje za střed stezky. Je tu vlakové nádraží, a tak tvoří dobře dostupné místo a je přístupným bodem pro cestovatele, kteří začínají nebo končí pochod skládající se jen z poloviční cesty. Z Vizzavony se dá odjet vlakem do Bastie, do Ajaccia a do mnoha menších měst a obcí jako je Corte. Severní část se považuje za obtížnější část díky strmým a skalnatým úsekům cesty, i když to může být způsobeno tím, že většina cestovatelů začíná stezku na severu ještě v této části cesty nemají dostatečnou kondici. Jižní část stezky se často považuje za jednodušší, i když nižší nadmořská výška může znamenat vyšší teploty v létě, což znamená náročnější podmínky pro chůzi.
Podél stezky jsou horské chaty zvané jako refuge nebo gîte. Chata od chaty se liší standardem a cenou za nocleh a za jídlo. Lze tábořit i ve stanu vedle chat (za poplatek), ale nesmí se stavět stany jinde podél stezky. Rovněž všude platí absolutní zákaz rozdělávání ohně.
GR 20 je náročná stezka. Z méně náročných, ale krásných stezek na Korsice jsou nejznámější dvě stezky Mare e Monti (od moře do hor) a tři stezky Mare a mare (od moře k moři).

## Cesta (itinerář)
- Severní část: Calenzana - Ortu di Piobbu nebo Bonifatu (alternativní trasa) - Carozzu - Asco Stagnu - Tighjettu - Ciottulu di I Mori (nebo Castel de Vergio) - Manganu - Petra Piana - L'Onda - Vizzavona

- Jižní část: Vizzavona - E Capenelle - I Prati - Usciulu - Matalza (přidána na konci roku 2011) - Asinao - I Paliri - Conca